# Кочуров, Шаги-Галей Абдул Вагапович
Шаги-Галей Абдул Вагапович Кочуров (иногда Шагигалей Абдулвагапович; 26 ноября (8 декабря) 1870, Оренбургская губерния — 9 октября 1938, Челябинск) — есаул, участник Русско-Японской войны, кавалер шести орденов. Брат генерал-лейтенанта Ш. А. Кочурова.

## Биография
Шаги-Галей Кочуров родился 26 ноября (8 декабря) 1870 года в посёлке Варненский станицы Великопетровской второго военного отдела Оренбургского казачьего войска (ныне — село Варна Варненского района Челябинской области) в семье «магометанского вероисповедания» — он был младшим сыном войскового старшины Абдулвагапа Кочурова. Шаги-Галей, как и его братья, являлись представителями известной военной династии татар-казаков Кочуровых. Шагимурат получил общее образование в Оренбургской военной прогимназии, после чего он поступил в Оренбургское казачье юнкерское училище, которое окончил по второму разряду.
В конце августа 1887 года Кочуров приступил к воинской службе в Вооружённых силах Российской империи. Он был произведён в чин хорунжего в начале января 1891 года. Через четыре с половиной года, в начале июля 1895, Шаги-Галей Абдулвагапович стал сотником «иррегулярной кавалерии» — со старшинством на полгода ранее. Спустя ровно восемь лет, в июле 1903 года, он достиг чина казачьего подъесаула (со старшинством с начала мая 1900) — дослужился до есаула уже после Русско-Японской войны, при выходе в отставку (1906).
По состоянию на 1891 год Шаги-Галей Абдул Вагапович проходил действительную службу в Оренбургском 3-м казачьем полку. В 1894 году он числился в Оренбургском 1-м казачьем полку, после чего вновь попал в списки 3-го казачьего полка (в 1896). С начала XX века Кочуров состоял в распоряжении Войскового начальства Оренбургского казачьего войска — был при этом прикреплён к 1-му казачьему полку (с 1901 года). С этим подразделением он принял участие в Русско-Японской войне: за боевые действия на Дальнем Востоке получил четыре ордена, включая орден Святого Владимира.
В декабре 1906 года Шаги-Галей Кочуров ушел в отставку «по болезни» в чине есаула, с мундиром и пенсией. В отличие от брата, Шагимурата, с началом Первой мировой войны Шаги-Галей в строй не вернулся. Также нет сведений о его участии в боевых действиях Гражданской войны. В советское время он проживал в родной станице Варненской — селе Варна. В 1938 году Шаги-Галей Абдул Вагапович был обвинен в шпионаже в пользу Японии, а также объявлен участником антибольшевистской «шпионской буржуазно-националистической организации». Постановлением Особой «тройки» управления НКВД СССР по Челябинской области от 5 октября он был приговорен к расстрелу; через четыре дня, 9 октября, приговор был приведён в исполнение.

## Награды
- Орден Святого Станислава 3 степени (1896)
- Орден Святой Анны 3 степени (1901)[10]
- Орден Святого Станислава 2 степени с мечами (1904—1906)
- Орден Святой Анны 4 степени (1904—1906): «за храбрость»
- Орден Святой Анны 2 степени с мечами (1904—1906)[3]
- Орден Святого Владимира 4 степени с мечами и бантом (1904—1906)[7]

## Семья
Брат (старший): Шейх-Иль-Ислам Абдул Вагапович Кочуров (Шейхильислам Абдулвагапович, 1850—1918) — генерал-лейтенант, командир Оренбургского 4-го казачьего полка (1900—1905) и 2-й бригады 1-й Туркестанской казачьей дивизии (1906—1910), кавалер семи орденов.